# Alcalá de Henares
Alcalá de Henares  (phát âm tiếng Tây Ban Nha: [alkaˈla ðe eˈnaɾes]) là một đô thị trong Cộng đồng Madrid, Tây Ban Nha. Đô thị này có diện tích 87,72 km², dân số theo điều tra năm 2010 của Viện thống kê quốc gia Tây Ban Nha là 204.120 người. Đô thị này nằm ở khu vực có độ cao 588 mét trên mực nước biển. Thành phố này cách Madrid 31 km.

## Thành phố kết nghĩa
Alcalá de Henares, là nơi sinh ra Catherine của Aragon, là thành phố sinh đôi với thành phố Peterborough ở Anh, nơi bà an nghỉ
Alcalá de Henares cũng là thành phố chị em với:
| - Alba Iulia, România - Fort Collins, Colorado, Hoa Kỳ - Guanajuato (thành phố), México - Lublin, Ba Lan | - Peterborough, Vương quốc Liên hiệp Anh và Bắc Ireland - San Diego, Hoa Kỳ - Talence, Pháp |